# 荃灣華人永遠墳場

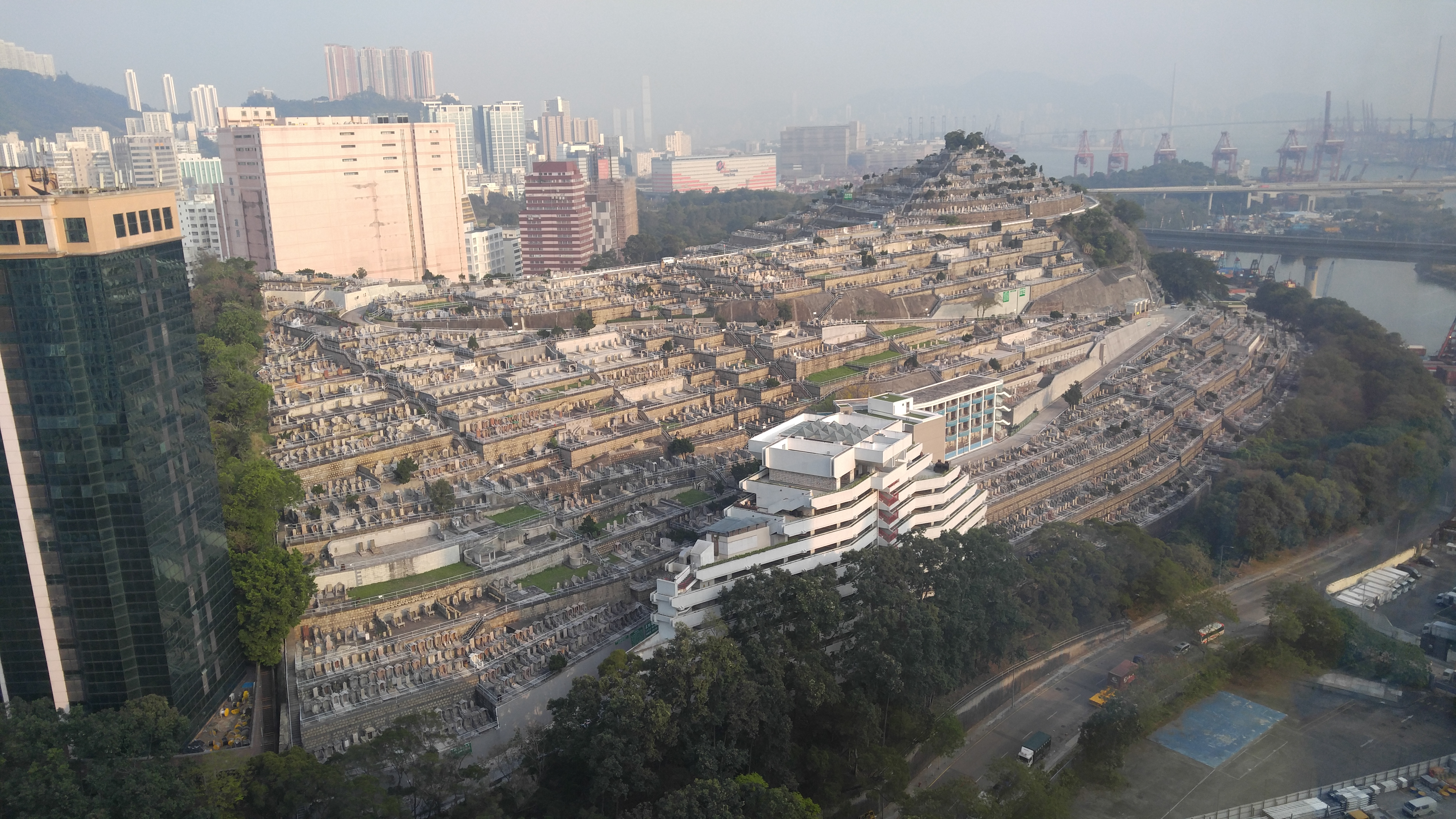
荃灣華人永遠墳場

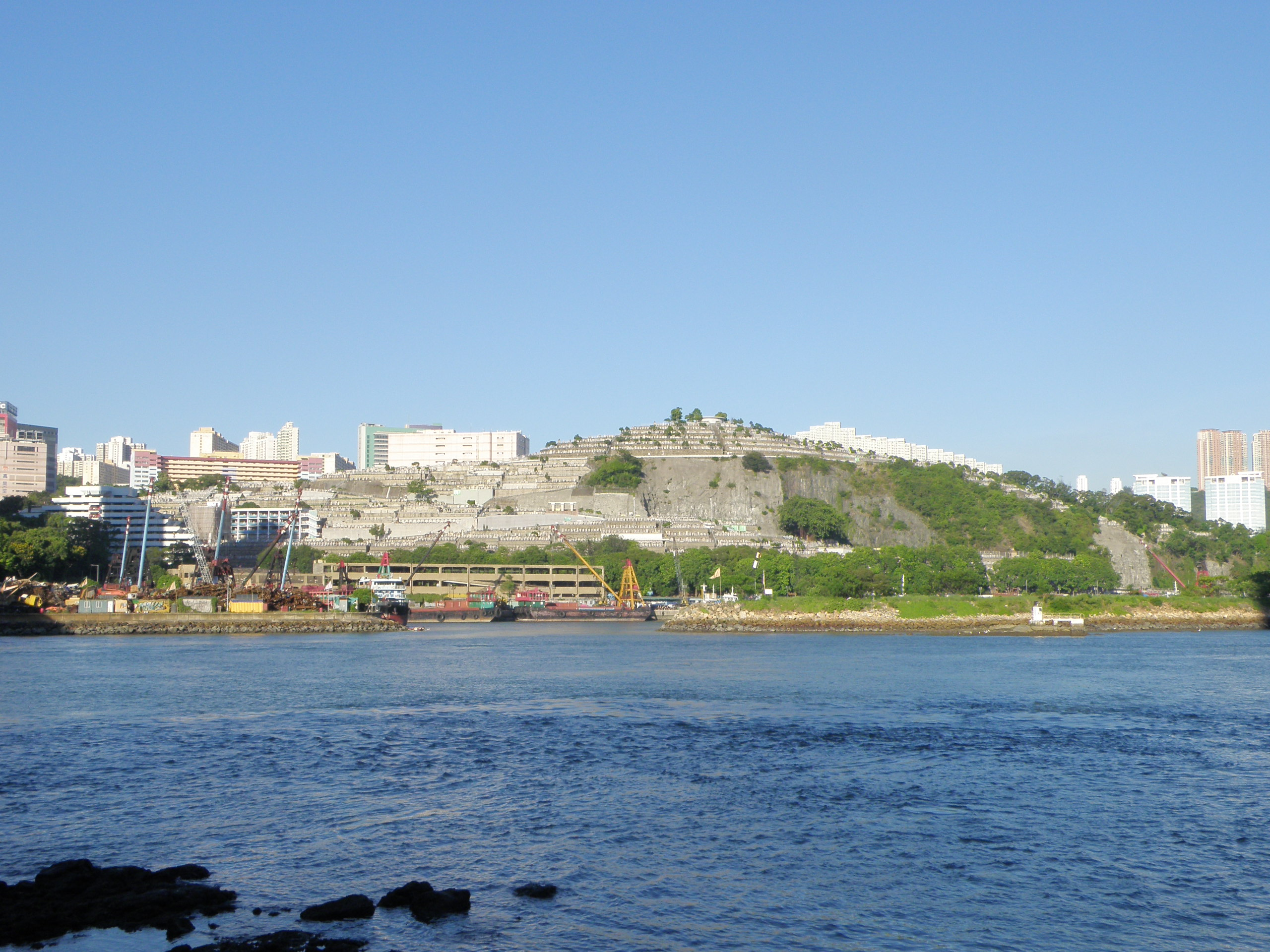
從青衣海傍眺望荃灣華人永遠墳場

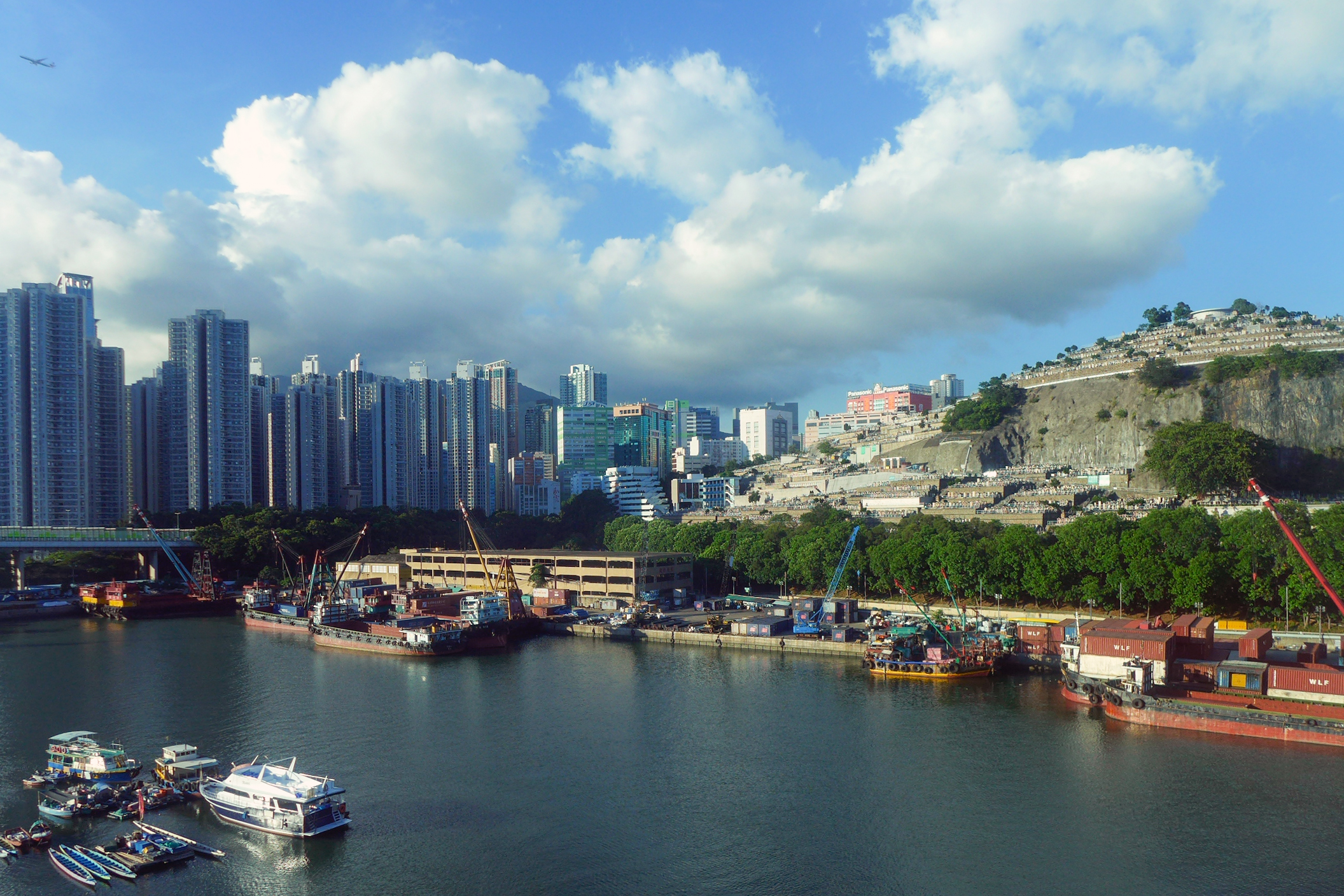
醉酒灣貨物起卸區與旁邊的荃灣華人永遠墳場

荃灣華人永遠墳場（英語：Tsuen Wan Chinese Permanent Cemetery）位於香港新界葵青區，依藍巴勒海峽與荃灣青荃路之間的馬角山而建，鄰近葵涌公眾殮房，最高點海拔約100米。早年由於墳場用地供應緊張，1935年8月9日獲香港政府批出位於荃灣（因早年葵涌仍未從荃灣分割獨立成區），面積約為12萬平方米的土地作興建墳場之用。荃灣華人永遠墳場於1941年6月19日落成啟用，是香港四個華人永遠墳場之一。墳場的兩座靈灰閣分別於1974年及1987年建成，並於2015年完成第一靈灰閣擴建工程，以應付隨著火化普及帶來對靈灰龕位的殷切需求。

## 下葬名人
- 何懷慶（1853年—1949年8月29日）牙醫何壽南父親
- 凌月仙（1853年—1922年），李陞夫人，李寶椿之生母
- 林裘謀（1868年－1945年），林護的兄長[2]
- 岑光樾（1876年—1960年8月17日）
- 陳鑑坡（1877年11月14日－1955年6月21日）
- 余東旋，OBE（1877年7月23日—1941年5月11日），香港、新加坡及馬來亞企業家[3]
- 盧仲雲（1879年—1965年5月28日）
- 方養秋（1883年—1941年）豐昌順創辦人
- 林炳炎（Lam Bing Yim）（1886年—1949年2月15日)，恒生銀行創辦人之一
- 陳策，KBE（1894年4月2日—1949年8月31日），原葬於廣州，其後人把他的遺體運來香港，與太太同葬[4]
- 孔安道（1883年—1968年8月17日）
  - 孔慶熒（1920年12月17日—1977年11月30日）孔安道之長孫
  - 孔憲紹（1919年—2009年5月31日）孔安道親侄
- 潘植我（1885年—1953年），商人、慈善家[5]
- 譚煥堂（1876年11月14日－1954年12月29日），周啟邦夫人譚月清之父，前保良局首總理、前九巴董事、慈善家
- 關蕙農（1880—1956年8月6日）
- 陳蘭芳（1885年—1969年）
- 張雲 (天文學家)（1896年8月31日－1958年10月27日）
- 李研山（1898年11月20日—1961年5月11日）
- 岑載華（1900年—1969年12月23日）
- 曾肇添（1902年10月10日—1972年12月25日）
- 蘇仲英（1909年—1956年），陳粹芬養女，孫治乾之妻，1992年6月5日改葬於翠亨村孫氏家族墓地之內
- 李祖永（1903年—1959年12月23日），香港電影製片人兼企業家
- 唐滌生（1917年—1959年），粵劇編劇家[6][7]
- 李景康（1890年—1960年5月25日），教育家，《陽羨砂壺圖考》編撰者之一[8][9]
- 谭肇康（1874年—1961年7月23日），同盟會會員[10]
- 梁顯利（1891年6月21日—1961年1月15日），商人，前香港置地董事[11]
- 歐陽儉（1914年—1961年10月9日），名伶
- 陳粹芬（1874年—1962年），1992年6月5日改葬於翠亨村孫氏家族墓地之內
- 吳澤理（1889年—1962年），加拿大同盟會分會理事
- 薛振鴻（1941年—1967年11月28日），華籍警員，編號8548，於六七暴動期間發生的石硤尾刺斃警員搶槍案遭港共暴徒刺殺殉職
- 劉百閔（1899年—1968年1月4日），第一屆立法委員
- 陳南昌（1900年—1970年），富商，維他奶、香港四邑商會、新會商會等創辦人
- 李作芳（1896年—1969年12月6日），九龍維記牛奶創辦人
  - 李福深（1937年10月1日—2003年12月30日），前九龍維記牛奶主席，前香港賽馬會主席 [12]
- 陳鵬飛（1923年11月9日—2019年4月5日），中環金寶表行董事長，歌手陳百強父親[13]
- 林坤山（1891年—1964年1月21日)，著名演員。
- 唐六吉（1896年—1961年3月10日），商人，百吉奶麵製品公司創辦人[14][15][16]
- 曹綺文（1918年—1948年11月20日），演員，藝人曹達華胞妹
- 梁省德 (1916年—2017年)，教育家，柏雨中學創辦人。
  - 屈柏雨 (1898年—1941年)，梁省德之夫，1941年日軍襲港時被殺。
- 吳海霖（1901年—1960年8月23日），九龍巴士及九龍殯儀舘創辦人，藝人吳耀漢父親

## 資料來源
1. 1 2 3 4 5  . 華人永遠墳場管理委員會. 2015年  [2017-04-09]. （原始内容存档于2020-08-13）.（繁體中文）
2. ↑  . www.facebook.com. 2019-04-13. 位於荃灣華人永遠墳場的林裘謀(林護之兄長)家族墓地，墓地內的涼亭刻有由孫中山之子孫科所撰寫的墓誌銘。
3. ↑  . www.facebook.com. 2019-05-11. 余東旋於1941年去世後安葬在其興建的大埔余園古堡Sirmio內。70年代因拆卸余園，余東旋的後人便將余公的遺骸遷葬至荃灣華人永遠墳場，並在墳場內開闢家族墓地。
4. ↑  . www.facebook.com. 2019-08-31. 陳策將軍早期安葬廣州，後遷至荃灣華人永遠墳場與夫人梁少芝合葬。
5. ↑  . www.facebook.com. 2019-04-27. 1953年潘植我病逝於香港，張發奎將軍等摯友親臨殯儀館致祭，備極哀榮，其遺體被安葬於荃灣華人永遠墳場。
6. ↑  . www.facebook.com. 2019-09-15  [2019-09-15]. （原始内容存档于2020-11-11）. 唐滌生的遺體翌日下午1時出殯後引發至掃桿埔大球場附近辭靈，之後移送至荃灣華人永遠墳場安葬。
7. ↑  . www.facebook.com. 2019-09-15. 在翻閱《華僑日報》時找到唐滌生的訃聞，令筆者知悉他葬於荃灣華人永遠墳場
8. ↑  . www.facebook.com. 2020-05-25. 終於1960年5月25日，其遺體葬於荃灣華人永遠墳場。
9. ↑  . www.facebook.com. 2020-05-25. 李景康的遺體於1960年5月27日下午2時出殯，並於長沙灣道廣場辭靈，及後移至荃灣華人永遠墳場安葬。
10. ↑  . www.facebook.com. 2019-04-27. 1961年7月23日，譚肇康因病逝世，終年85歲，其遺體後安葬於荃灣華人永遠墳場。
11. ↑  . 工商日報第六頁. 1961年1月19日.（繁體中文）
12. ↑  .   [2019-03-02]. （原始内容存档于2008-06-23）.
13. ↑  . www.facebook.com. 2020-04-05. 陳鵬飛後於2019年4月5日逝世，享年96歲。陳公的喪禮於同年4月23日假香港殯儀館舉行，遺體於翌日出殯後移至荃灣華人永遠墳場安葬。
14. ↑  . 工商日報第六頁. 1961年3月11日.（繁體中文）
15. ↑  . 大公報第二張第五版. 1961年3月11日.（繁體中文）
16. ↑  . 華僑日報第三張第一頁. 1961年3月13日.（繁體中文）